# Вулиця Ольги Кобилянської (Київ)
Ву́лиця О́льги Кобиля́нської — вулиця у Солом'янському районі м. Києва, місцевість Олександрівська слобідка. Пролягає від Народної вулиці до тупика.
Прилучаються провулки Новонародний та Ольги Кобилянської.

## Історія
Виникла в 1-й чверті ХХ століття під назвою Петрівська. Сучасна назва — з 1955 року, на честь видатної української письменниці Ольги Кобилянської.